# Comices curiates
Les comices curiates sont l'assemblée des curies, la plus ancienne assemblée des citoyens à Rome. Leur rôle durant la monarchie romaine est relativement mal connu, et devient purement symbolique sous la république.

## Période royale
L'existence d'un roi impliquait une organisation intermédiaire entre les gentes et la cité. Le rassemblement des hommes valides des différentes gentes se fait en trois tribus, Tities, Ramnes, et Luceres. Ces tribus sont elles-mêmes divisées en curies, dix par tribu, trente en tout. Les historiens sont divisés sur la question de la composition des comices curiates :  réservée aux seuls patriciens ou ouvertes à tout citoyen romain, ou encore ouvertes à tous à partir des rois étrusques,.
L'assemblée des curies était dominée par le lien patriarcal : les chefs de gentilices  prenaient les décisions. 
Les comices curiates étaient convoqués et présidés par le roi. Leur rôle, important dans la cité archaïque, devait concerner : 
- la ratification des propositions du roi[4].
- l’approbation ou non des raids militaires (imperium);
- l’entretien des cultes ;
- l’approbation des adoptions, pour éviter l’extinction d'une gens[4].

Les comices curiates, assemblée où le critère d'appartenance était la naissance, laissaient donc pleinement s'exercer l'influence des patriciens via leur vaste clientèle.
Leur rôle s’efface avec les rois étrusques et la création des comices centuriates par Servius Tullius. Ils retrouvent temporairement une importance comme cadre électoral des tribuns de la plèbe lors de leur création, en 493 av. J.-C., jusqu’en 471 av. J.-C. et la création du concile de la plèbe (les concilia plebis).

## Période républicaine
Durant la république, les comices curiates ne sont plus qu'une assemblée symbolique, composées de 30 licteurs (un par curie), tandis que la majorité des citoyens ne savaient plus à quelle curie ils appartenaient.
Aux IIe et Ier siècles av. J.-C., ils n'interviennent plus que pour voter la lex curiata de imperio, qui confirme l'imperium des nouveaux magistrats (consuls élus par les comices centuriates, ou dictateur et maître de cavalerie). Plus rarement et réunies en comices calates sous la présidence du pontifex maximus, ils décident de la légitimité d'une adoption par adrogatio,,, par exemple pour la ratification de l'adoption du patricien Clodius Pulcher par un plébéien.
L'ordre de vote des curies est variable, selon ce que rapporte Tite-Live pour l'année 309 av. J.-C. : « Papirius nomma général de la cavalerie C. Junius Bubulcus. Comme il présentait aux curies la loi qui devait lui conférer l'autorité sur les troupes, il se trouva que la curie Faucia fut la première à donner son suffrage, ce qui étant d'un fâcheux augure, lui fit remettre l'assemblée à un autre jour ; car cette curie était décriée à cause de deux grandes calamités, la prise de Rome et la paix Caudine, qui eurent lieu les deux années où elle avait voté la première ».
Malgré son caractère purement formel, la promulgation de la lex curiata de imperio reste une condition nécessaire pour investir les magistrats. En 49 av. J.-C., tandis que Jules César et Servilius et les autres magistrats sont confirmés à Rome, les Pompéiens réfugiés à Thessalonique ne peuvent élire des magistrats concurrents faute de pouvoir faire prononcer une loi curiate,.

## Sièges
D'après Varron, les comices curiates siégèrent d'abord dans les Curiae Veteres que Tacite situe sur le Palatin. Elles occupaient probablement le nord-est du Palatin, où le vicus Curiarum est localisé. Elles devinrent trop petites et les Curiae Novae furent construites. Festus les place près des Compitum Fabricium. Elles étaient probablement situées à l'est des Curia veteres, sur le Caelius, près du vicus Fabricii. D'après Festus, sept curies refusèrent de quitter l'emplacement de l'assemblée.